# Saint-Vaize
Saint-Vaize ist eine westfranzösische Gemeinde mit 628 Einwohnern (Stand: 1. Januar 2022) im Département Charente-Maritime in der Region Nouvelle-Aquitaine. Sie gehört zum Arrondissement Saintes und ist Mitglied im Gemeindeverband Saintes - Grandes Rives - L’Agglo. Die Einwohner werden Vasiliens und Vasiliennes genannt.

## Geografie

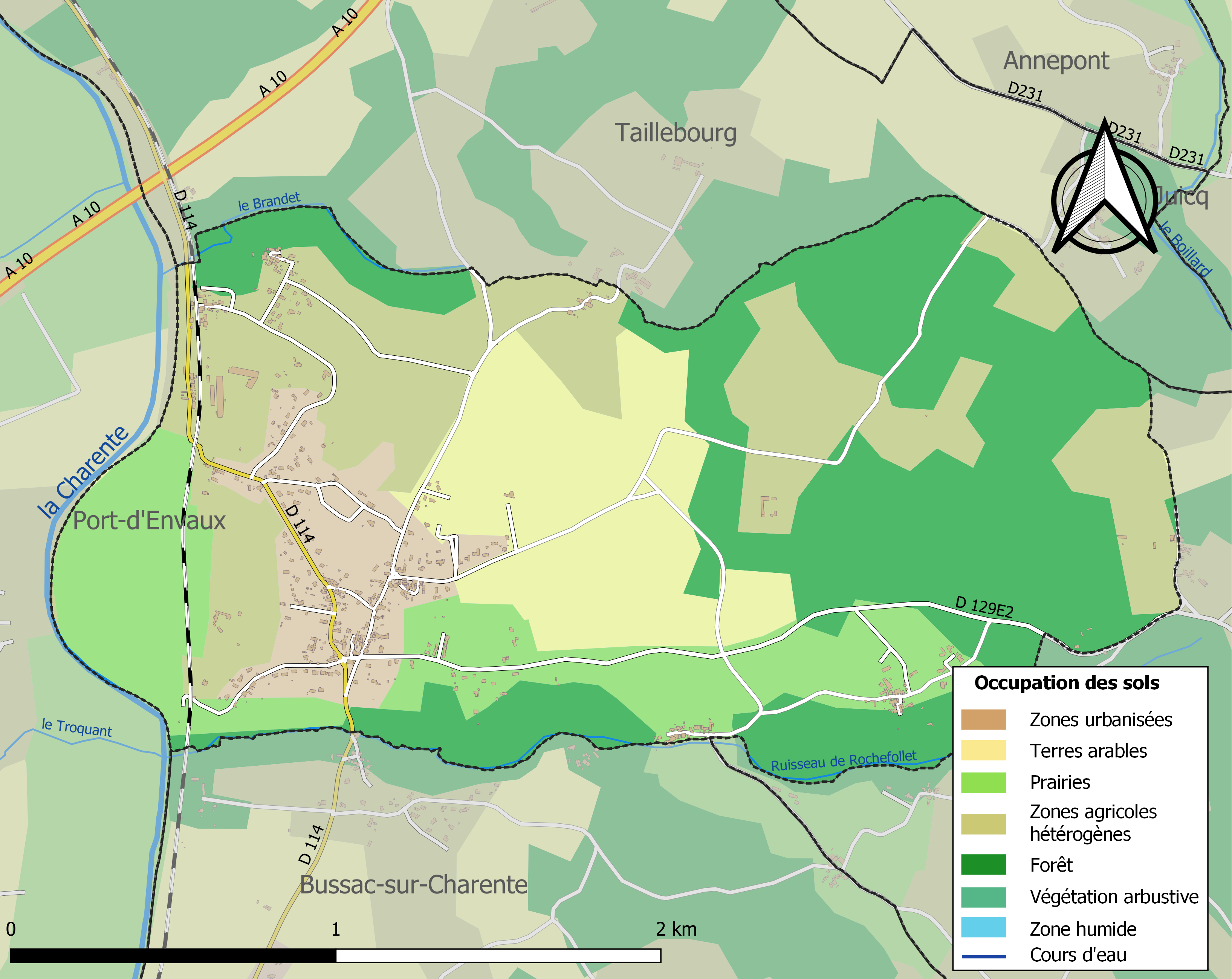
Bodennutzung, Hydrografie und Infrastruktur der Gemeinde (2018)

Saint-Vaize liegt in der ehemaligen Provinz Saintonge am rechten Ufer der Charente, etwa acht Kilometer nördlich von Saintes. Das Gebiet der Gemeinde wird außer von der Charente von zwei ihrer Zuflüsse, den Bächen Rochefollet und Brandet entwässert, die es im Süden bzw. im Norden begrenzen.
Das Gebiet von Saint-Vaize ist Teil des Natura 2000-Schutzgebiets „Moyenne vallée de la Charente et Seugnes et Coran“ (FR5400472), des Natura 2000-Schutzgebiets „Vallée de la Charente moyenne et Seugnes“ (FR5412005) und von drei ZNIEFF-Naturgebieten. Über die Hälfte (56,8 %) der Fläche der Gemeinde werden landwirtschaftlich genutzt, gut ein Drittel ist bewaldet.
Umgeben wird Saint-Vaize von den Nachbargemeinden Taillebourg im Norden, Le Douhet im Osten und Südosten, Bussac-sur-Charente im Süden sowie Port-d’Envaux im Westen.

## Bevölkerungsentwicklung

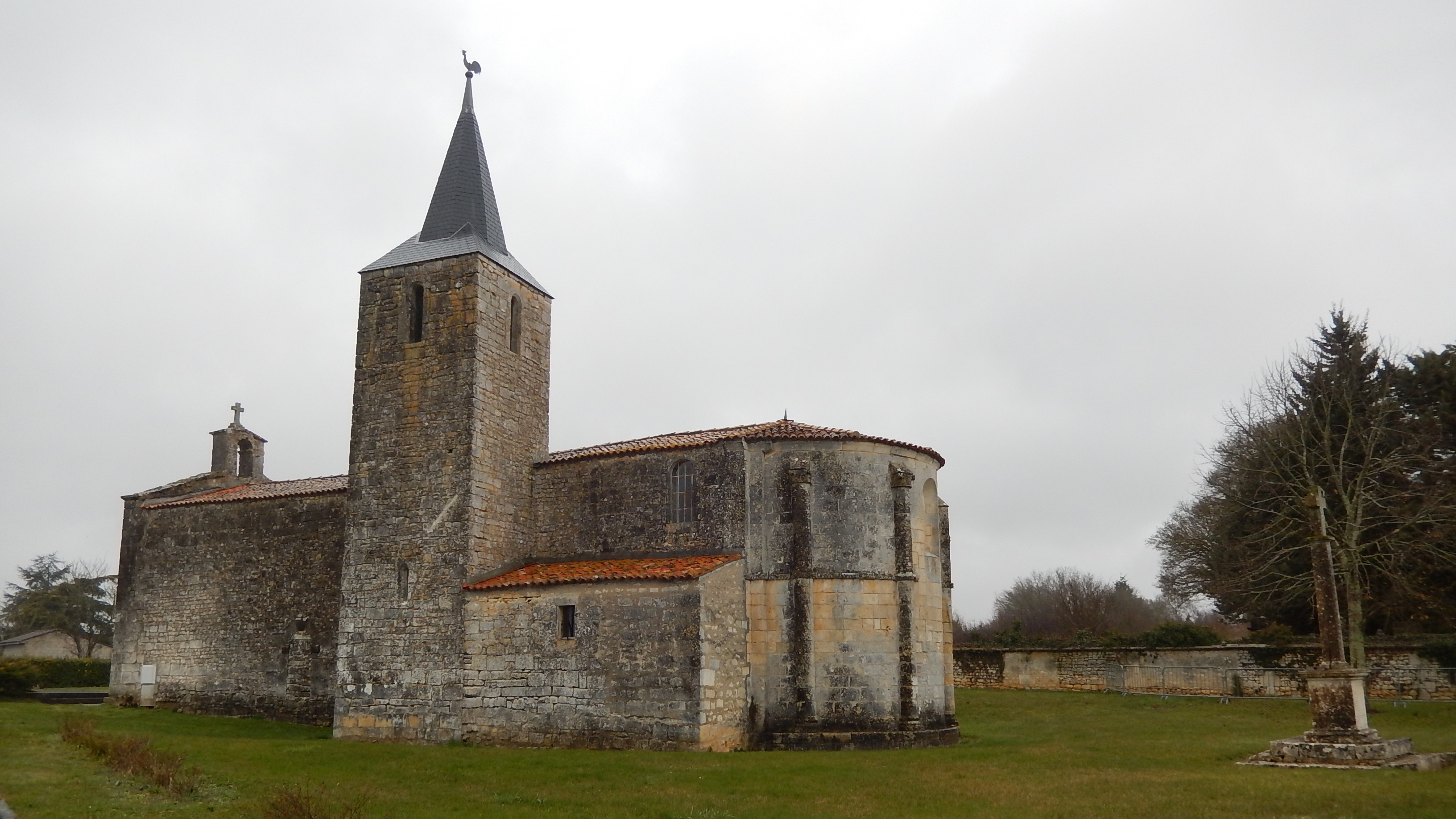
Kirche in Saint-Vaize

| Jahr                      | 1962 | 1968 | 1975 | 1982 | 1990 | 1999 | 2006 | 2013 | 2020 |
| Einwohner                 | 348  | 358  | 337  | 442  | 477  | 463  | 547  | 571  | 660  |
| Quelle: Cassini und INSEE |      |      |      |      |      |      |      |      |      |

## Sehenswürdigkeiten
- Kirche Saint-Vaize aus dem 12. Jahrhundert, heutiger Bau aus dem 17. Jahrhundert

## Verkehr
Die Departementsstraße 114 verläuft parallel zur Charente und verbindet die Gemeinde in Norden mit Saint-Savinien über Taillebourg und im Süden mit Saintes über Bussac-sur-Charente.
Die Eisenbahnstrecke Bordeaux/Nantes durchquert das Gemeindegebiet von Nord nach Süd ohne Haltepunkt.